# Ctenus bowonglangi
Ctenus bowonglangi este o specie de păianjeni din genul Ctenus, familia Ctenidae, descrisă de Merian, 1911.
Este endemică în Sulawesi. Conform Catalogue of Life specia Ctenus bowonglangi nu are subspecii cunoscute.